# La Zarza de Pumareda
La Zarza de Pumareda é um município da Espanha na província de Salamanca, comunidade autónoma de Castela e Leão, de área 28,30 km² com população de 157 habitantes (2007) e densidade populacional de 5,89 hab/km².

## Demografia
| Variação demográfica do município entre 1991 e 2004 | Variação demográfica do município entre 1991 e 2004 | Variação demográfica do município entre 1991 e 2004 | Variação demográfica do município entre 1991 e 2004 |
| --------------------------------------------------- | --------------------------------------------------- | --------------------------------------------------- | --------------------------------------------------- |
| 1991                                                | 1996                                                | 2001                                                | 2004                                                |
| 239                                                 | 219                                                 | 169                                                 | 168                                                 |